# 银鲫

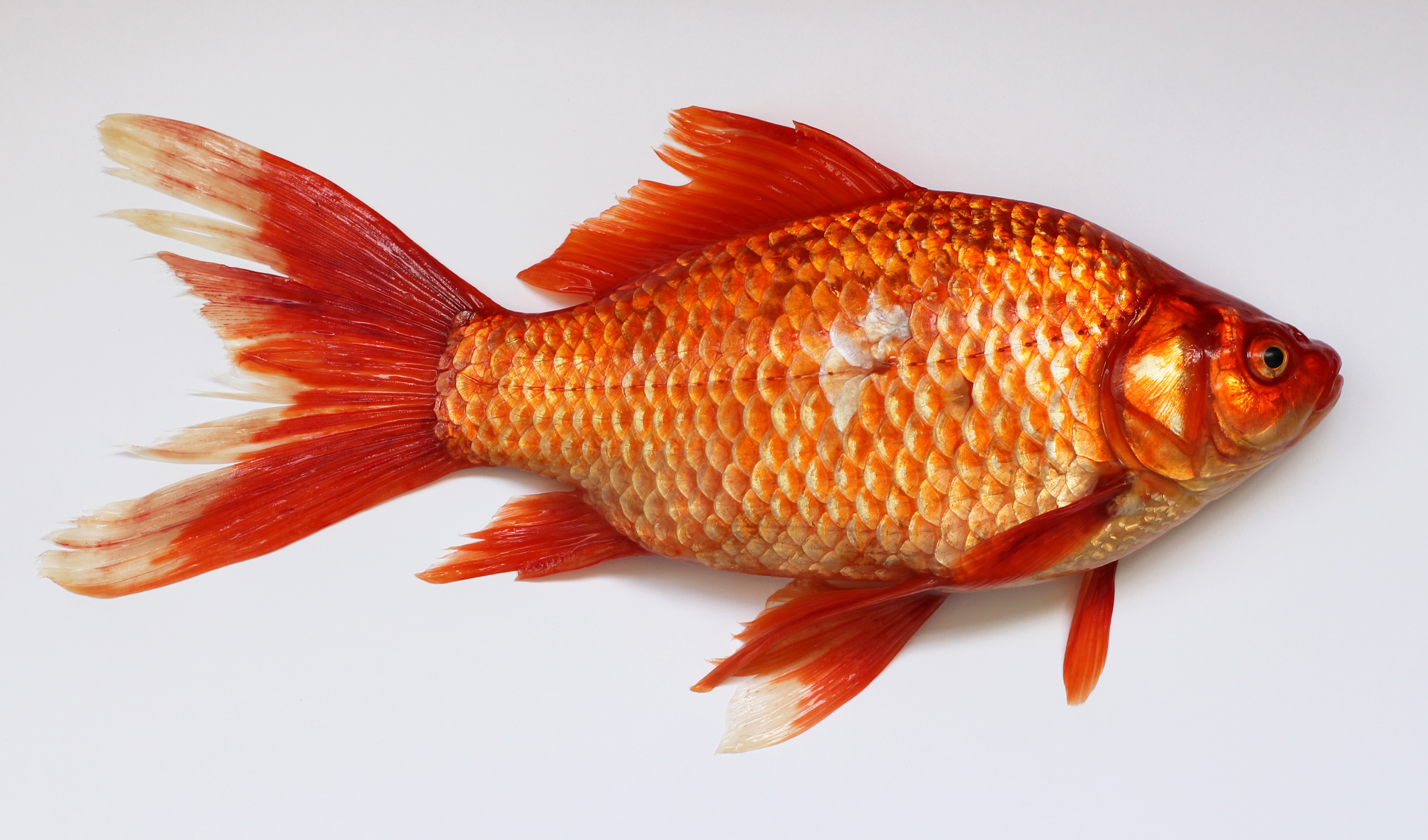
一條呈現金魚一樣特徵的銀鯽

銀鯽（學名：Carassius gibelio）曾經隸屬於鯽魚的亞種（Carassius auratus gibelio）。在鯉科中體型中等，一般不超過3（6.6英磅），成年個體長度在10—35（3.9—13.8英寸）之間。通常体色為銀色，故而得名，但實際也有其他顏色的種類。銀鯽是雜食動物，分佈于歐洲、北美和亞洲的流動緩慢的河流和湖泊中。
銀鯽與黑鲫十分相似，但是銀鯽的魚鱗更大，體側線上一般有27—32枚鱗片，而黑鯽則為31—35片；銀鯽的尾鰭分叉也更大一些。